# Шин Тег
Шин Тег (калм. Шин Тег) — посёлок в Черноземельском районе Калмыкии, входит в состав Нарынхудукского сельского муниципального образования.

## Этимология
Название посёлка переводится с калмыцкого языка как новая степь (калм. шин — новый, свежий; калм. тег — степь, поле).

## География
Посёлок находится на Прикаспийской низменности, на расстоянии 17 км к северо-востоку от посёлка Комсомольский, административного центра района.

## История
Дата основания не установлена. Впервые обозначен на карте 1871 года под названием Цузунга. Под этим же названием посёлок обозначен на немецкой военной карте 1941 года. Дата присвоения современного названия не установлена. Под названием Шин Тег посёлок обозначен на топографической карте 1984 года. К 1989 году в населённом пункте проживало около 120 жителей.

## Население
| 2002 | 2010 |
| ---- | ---- |
| 44   | ↗64  |

### Национальный состав
Согласно результатам переписи 2002 года, в национальной структуре населения калмыки составляли 36 % из 44 чел.